# Ufton Nervet
Ufton Nervet – wieś w Anglii, w hrabstwie ceremonialnym Berkshire, w dystrykcie (unitary authority) West Berkshire. Leży 10 km na południowy zachód od centrum miasta Reading i 68 km na zachód od centrum Londynu. W 2001 miejscowość liczyła 317 mieszkańców.